# Lijst van burgemeesters van Halsteren
Dit is een lijst van burgemeesters van de voormalige Nederlandse gemeente Halsteren. Sinds 1997 maakt Halsteren deel uit van de gemeente Bergen op Zoom.
| Ambtsperiode         | Naam burgemeester                        | Partij of stroming | Bijzonderheden                     |
| -------------------- | ---------------------------------------- | ------------------ | ---------------------------------- |
| 1815 - 1832          | Laurentius Testers                       |                    | maire/schout/burgemeester          |
| 1832 - 1836?         | Jacob Dirk de Roock                      |                    |                                    |
| 1836 - 1873          | Hendrik Rubbens                          |                    |                                    |
| 1873 - 1895          | A.H. Testers                             |                    |                                    |
| 1895 - 1901          | J.A.M. Pillot                            |                    | later burgemeester van Zevenbergen |
| 1901 - 1909          | J.W.A. Gommers                           |                    |                                    |
| 1909 - 1 april 1946  | J.M. (Joseph Maria) Mastboom (1881-1949) |                    |                                    |
| 16 april 1947 - 1949 | Michel (M.I.P.G.) van Thiel              |                    |                                    |
| 1950 - 1962          | Ton (A.J.M.) Elkhuizen                   | KVP                |                                    |
| 1962 - 1979          | Antoon (A.L.) Heldens                    | KVP                |                                    |
| 1980 - 1988          | Henk (H.J.) Hendriksen                   | PvdA               |                                    |
| 1988 - 1993          | Peter (P.M.M.) de Jonge                  | PvdA               |                                    |
| 1994 - 1997          | Peer (P.J.W.) van Veggel                 | PvdA               |                                    |